# Tom Kempers
Tom Kempers (Bussum, 1º giugno 1969) è un ex tennista olandese.

## Carriera
In carriera ha vinto 4 titoli di doppio. In doppio ha raggiunto la 42ª posizione della classifica ATP, mentre in singolare ha raggiunto il 253º posto.

## Statistiche

### Doppio

#### Vittorie (4)
| Numero | Anno              | Torneo                                        | Superficie  | Compagno       | Avversari in finale           | Punteggio     |
| 1.     | 29 settembre 1991 | Campionati Internazionali di Sicilia, Palermo | Terra rossa | Jacco Eltingh  | Emilio Sánchez Javier Sánchez | 3-6, 6-3, 6-3 |
| 2.     | 2 ottobre 1994    | Campionati Internazionali di Sicilia, Palermo | Terra rossa | Jack Waite     | Neil Broad Greg Van Emburgh   | 7-6, 6-4      |
| 3.     | 15 marzo 1998     | Copenaghen Open, Copenaghen                   | Sintetico   | Menno Oosting  | Brett Steven Jan Siemerink    | 6-4, 7-6      |
| 4.     | 2 agosto 1998     | Austrian Open, Kitzbühel                      | Terra rossa | Daniel Orsanic | Joshua Eagle Andrew Kratzmann | 6-3, 6-4      |

### Doppio

#### Finali perse (2)
| Numero | Anno           | Torneo                                       | Superficie  | Compagno         | Avversari in finale            | Punteggio |
| 1.     | 7 ottobre 1990 | Athens Open, Atene                           | Terra rossa | Richard Krajicek | Sergio Casal Javier Sánchez    | 4-6, 3-6  |
| 2.     | 9 ottobre 1995 | Open de Tenis Comunidad Valenciana, Valencia | Terra rossa | Jack Waite       | Tomás Carbonell Francisco Roig | 5-7, 3-6  |